# Polar (Music from the Netflix Film)
Polar (Music from the Netflix Film) è la colonna sonora del film Polar, realizzata dal disc jockey deadmau5 e pubblicata il 25 gennaio 2019. I dettagli della release della colonna sonora sono stati annunciati l'8 gennaio 2019, insieme al trailer iniziale del film.

## Tracce
1. Somb
2. Cabin
3. Chill
4. Sniper
5. Torture
6. Midas' Heel
7. Drugs
8. Wilhelm
9. Main
10. Nosedive
11. Camilla
12. End
13. Drama Free (feat. Lights)